# إريك أدو
إريك أدو Eric Addo (بالإنجليزية: Eric Addo)، من مواليد 12 نوفمبر 1978 في أكرا في غانا، لاعب كرة قدم سابق غاني.
بدأ مسيرته الكروية مع نادي نوبل هاريكس في عام 1996، وفي عام 1996 انتقل إلى نادي كلوب بروج البلجيكي، ولعب معهم حتى عام 1999، وشارك معهم في 95 مباراة وسجل 5 أهداف، وفي عام 1999 انتقل إلى نادي بي أس في آيندهوفن الهولندي، وفي عام 2002 أعير إلى نادي رودا كيركاده حتى عام 2004، ولعب معهم 85 مباراة وسجل 5 أهداف.
لعب مع منتخب غانا لكرة القدم بين 1998-2010.

## روابط خارجية
- إريك أدو على موقع الاتحاد الدولي (مؤرشف)  (الإنجليزية)
- إريك أدو على موقع قاعدة بيانات كرة القدم.إي يو (الإنجليزية)
- إريك أدو على موقع ليكيب (الفرنسية)
- إريك أدو على موقع ناشيونال فوتبول تيمز (الإنجليزية)
- إريك أدو على موقع Soccerway.com (الإنجليزية)
- إريك أدو على موقع عالم كرة القدم.نت (الإنجليزية)
- إريك أدو على موقع كووورة